# NGC 7230
NGC 7230 ist eine Balken-Spiralgalaxie vom Hubble-Typ SBbc Sternbild Wassermann am Südsternhimmel. Sie ist schätzungsweise 200 Millionen Lichtjahre von der Milchstraße entfernt.
Das Objekt wurde am 6. September 1793 von William Herschel entdeckt.